# قانون بارتولومه
طبق قانون بارتلمه، زمانی که یک صامت دمشی واکدار هندواروپایی در مرز تکواژ با یک صامت بی واک ساکن می‌شوند، در زبان ایرانی باستان (ایرانی مادر) هر دو صامت واکدار می‌شوند و دمش خود را از دست می‌دهند. در واقع در صورت هم‌نشینی دو صامت واکدار هندو ایرانی دمش اولی در هندی به دومی جذب می‌شود و در ایرانی حذف می‌شود.